# 20º Congresso degli Stati Uniti d'America
Il 20º Congresso degli Stati Uniti d'America, formato dal Senato e dalla Camera dei rappresentanti, si è riunito a Washington, D.C. presso il Campidoglio dal 4 marzo 1825 al 4 marzo 1827. Riunitosi durante il terzo e quarto anno della presidenza di John Quincy Adams, questo Congresso ha visto la definitiva ascesa di sostenitori di Andrew Jackson, che ottennero la maggioranza sia al Senato che alla Camera.

## Contesto ed eventi importanti
Come in quello precedente, i lavori del 20º Congresso furono soprattutto influenzati dalla polemica tra sostenitori e avversari di Andrew Jackson. Ogni progetto di legge ed ogni riforma approvata furono sempre influenzate dalla presenza di Jackson nel dibattito politico. Caso esemplare fu l'approvazione delle cosiddette "Tariffs of Abominations", una serie di dazi doganali che favorivano gli stati più industrializzati del Nord a discapito degli stati del Sud, replicando uno schema di divisione tra gli stati dell'Unione che, entro qualche decennio, sarebbe deflagrato nella guerra civile. Nonostante le polemiche, comunque, Jackson riuscì nettamente a vincere le elezioni presidenziali del 1828, vendicandosi della cocente sconfitta subita nella tornata elettorale precedente. A preparare il suo terreno fu sicuramente il dominio della maggioranza nei due rami del Congresso.
Un altro segno distintivo di questo Congresso fu la progressiva strutturazione di gruppi di interesse politici, da cui derivò l'organizzazione di vere e proprie campagne elettorali in appoggio ai propri candidati, cercando di delegittimare l'avversario politico (e che successivamente modificheranno definitivamente il sistema politico statunitense, con l'inizio di quello che alcuni hanno definito il "second party system"). A dimostrazione della nascita di tale fenomeno furono sicuramente le stesse elezioni presidenziali che videro Jackson vincere nel 1828. I suoi avversari, attraverso pamphlet, giornali e volantini, cercarono in tutti i modi di mettere in cattiva luce Jackson (come anche quest'ultimo fece nei loro confronti), come quando lo attaccarono definendolo come "adultero" per aver sposato una donna il cui matrimonio precedente non era ancora stato regolarmente annullato. Le polemiche furono talmente dure che la morte della moglie di Jackson (avvenuta poco tempo dopo la vittoria) fu da alcuni ricollegata alle sofferenze patite durante la campagna elettorale e Jackson stesso nutrirà un odio profondo nei confronti dei suoi avversari anche per tale avvenimento. Le campagne elettorali di qualsiasi livello divennero quindi sempre più dure, ma anche più organizzate. Martin Van Buren, fedelissimo consigliere di Andrew Jackson, fu un vero e proprio "stratega" della campagna elettorale del futuro presidente, organizzando (come avviene al giorno d'oggi) i suoi comizi in giro per gli Stati Uniti e utilizzando i mezzi di comunicazione disponibili all'epoca per attaccare duramente gli avversari.

### Cronologia
- 12 marzo 1827 - La Corte suprema degli Stati Uniti emana la sentenza Brown v. Maryland. La Corte, presieduta da John Marshall, affronta nuovamente il tema del rapporto di gerarchia tra legge federale e legge statale riaffermando nuovamente la superiorità della prima sulla seconda in un caso riguardante la possibilità, da parte di uno stato, di poter imporre una licenza per poter vendere un bene importato dall'estero.
- 16 marzo 1827 - John Russwum fonda a New York il Freedom's Journal, il primo giornale posseduto e pubblicato da un afroamericano negli Stati Uniti.
- 21 maggio 1827 - Un gruppo di sostenitori di Andrew Jackson fonda il Partito Democratico del Maryland allo scopo di sostenere il proprio leader nelle prossime elezioni presidenziali del 1828. La prima riunione si tiene presso l'Atheneum di Baltimora a cui partecipano 12 delegati provenienti da ogni contea dello stato, oltre a 6 delegati di Baltimora, e si costituisce come "Comitato centrale" del partito.
- febbraio 1828 - Sulla scorta delle polemiche seguite alla scomparsa di William Morgan (critico del movimento massonico e scomparso due anni prima senza lasciare traccia), nello stato di New York nasce il Partito anti-massonico.
- 21 febbraio 1828 - Per la prima volta va alle stampe il Cherokee Phoenix, il primo giornale in una lingua nativoamericana degli Stati Uniti. Il giornale, che ha la sua sede a New Echota (la "capitale" della nazione Cherokee, nell'attuale Georgia) continuerà ad esistere fino al 1834, ma nel Novecento ha ripreso le sue pubblicazioni fino ad oggi.
- 19 maggio 1828 - Il Congresso emana una legge che impone nuovi dazi doganali alle merci importate negli Stati Uniti. La legge, duramente criticata da Andrew Jackson, favorisce sicuramente il Nord più industrializzato a differenza del Sud più arretrato e agricolo, e fornirà un sostegno fondamentale per la futura vittoria di Jackson alle prossime elezioni presidenziali.
- 4 luglio 1828 - Iniziano i lavori della Baltimore and Ohio Railroad, la più antica linea ferroviaria degli Stati Uniti. La posa della prima pietra è affidata a Charles Carroll di Carrollton, uno dei firmatari della Dichiarazione d'Indipendenza.
- 27 ottobre 1828 - Nella contea di Hall (in Georgia), dove si trovano gruppi di nativi Cherokee, Benjamin Parks trova una vena d'oro. È la premessa di una vera e propria corsa all'oro nella regione che prenderà piede a tutta forza l'anno successivo.
- 3 dicembre 1828 - Andrew Jackson vince le elezioni presidenziali battendo il presidente in carica John Quincy Adams, diventando così il 7º presidente della storia degli Stati Uniti. Inizia la cosiddetta "democrazia jacksoniana". Senza altri candidati di primo piano e grazie all'alleanza con Martin Van Buren, Jackson ottenne il suo sostegno soprattutto negli stati del Sud, dell'Ovest e nello stato di New York, ottenendo l'appoggio anche dei cosiddetti Old Republicans (ovvero i sostenitori del candidato alle presidenziali del 1824 William Harris Crawford) e dello stesso vicepresidente di Adams, John Calhoun. Andrew Jackson è il primo presidente degli Stati Uniti a non provenire né dal Massachusetts né dalla Virginia. L'elezione di Jackson ha visto inoltre un grande aumento del numero di votanti, grazie all'estensione del diritto di voto alla gran parte degli uomini di etnia bianca (rispetto alle presidenziali di quattro anni prima, dove avevano votato soltanto il 3,4% dei cittadini, alle elezioni del 1828 votarono quasi il 10% dei cittadini)[4].
- 19 dicembre 1828 - La Camera dei rappresentanti della Carolina del Sud pubblica un documento (dal titolo "South Carolina Exposition and Protest") in cui protesta ufficialmente contro il Tariff Act approvato nello stesso anno e promuove l'idea che uno stato abbia il diritto di rigettare una legge federale. Più tardi verrà reso noto che a scrivere il documento è stato John Calhoun, vicepresidente sia durante l'amministrazione di John Quincy Adams, sia con Andrew Jackson. Inizia un processo di divisione all'interno dei sostenitori di Jackson, la cui maggioranza (tra cui lo stesso Jackson) sostiene invece la superiorità delle leggi federali e del governo sui singoli stati. La divisione diventerà palese nel 1832, costituendo un altro passo in avanti verso la futura guerra civile.

## Atti legislativi approvati più importanti
19 maggio 1828: Tariff Act del 1828 , 4 Stat. 308, ch. 111 (An Act in addition to an act, entitled "An act concerning discriminating duties of tonnage and import", and to equalize the duties on Prussian vessels and their cargoes) - La legge (chiamata dispregiativamente "Tariff of Abominations" dai suoi detrattori) aumenta ulteriormente i dazi doganali imposti alle merci importate dall'Europa. Le nuove tariffe favoriscono chiaramente gli stati più industrializzati del Nord, i cui prodotti non erano competitivi rispetto a quelli importati.

## Partiti

### Senato
|                             | Partiti         | Partiti | Totali | Vacanti |
| --------------------------- | --------------- | ------- | ------ | ------- |
|                             |                 |         | Totali | Vacanti |
| Anti-Jacksoniani (A)        | Jacksoniani (J) |         | Totali | Vacanti |
| Congresso precedente        | 23              | 25      | 48     | 0       |
|                             |                 |         |        |         |
| Inizio                      | 20              | 27      | 47     | 1       |
| Fine                        | 21              | 26      | 47     | 1       |
| % Fine                      | 44,7%           | 55,3%   |        |         |
|                             |                 |         |        |         |
| Inizio Congresso successivo | 22              | 26      | 48     | 0       |

### Camera dei rappresentanti
|                             | Partiti         | Partiti |      | Totali | Vacanti |
| --------------------------- | --------------- | ------- | ---- | ------ | ------- |
|                             |                 |         |      | Totali | Vacanti |
| Anti-Jacksoniani (A)        | Jacksoniani (J) | Altri   |      | Totali | Vacanti |
| Congresso precedente        | 111             | 102     | 0    | 213    | 0       |
|                             |                 |         |      |        |         |
| Inizio                      | 99              | 113     | 0    | 212    | 1       |
| Fine                        | 99              | 113     | 0    | 212    | 1       |
| % Fine                      | 46,7%           | 53,3%   | 0,0% |        |         |
|                             |                 |         |      |        |         |
| Inizio Congresso successivo | 71              | 136     | 4    | 211    | 2       |

## Leadership

### Senato
- Il presidente del Senato John C. CalhounPresidente: John C. Calhoun (J)

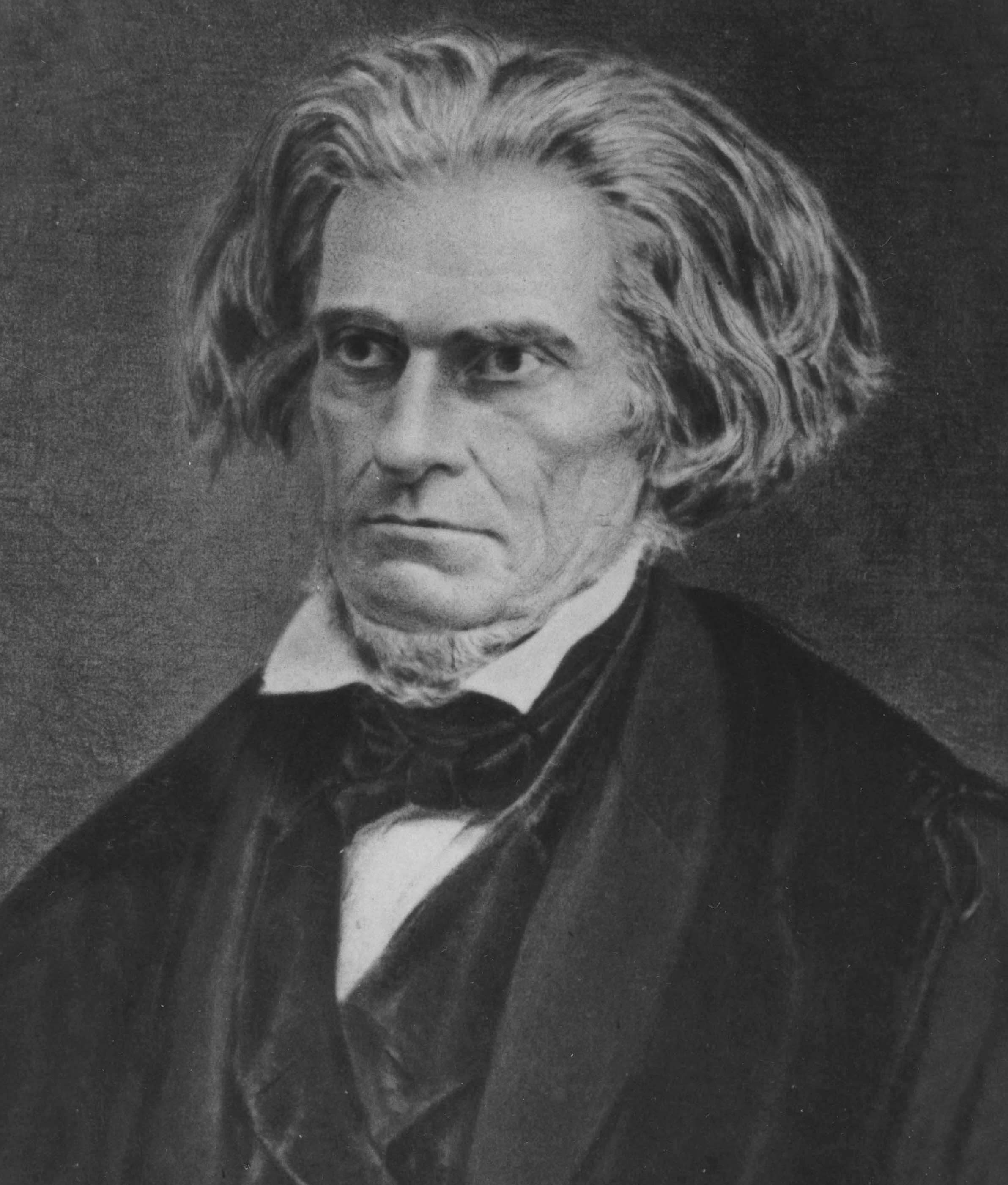
Il presidente del Senato John C. Calhoun

- Presidente pro tempore: Samuel Smith (J)

### Camera dei rappresentanti
- Speaker: Andrew Stevenson (J)

## Membri

### Senato

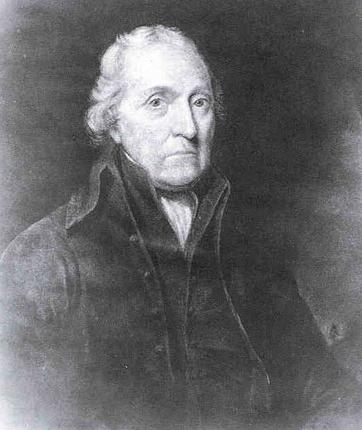
Il presidente del Senato pro tempore Samuel Smith

I senatori stati eletti ogni due anni e ad ogni Congresso ne viene rinnovato un terzo. Prima del nome di ogni senatore viene indicata la "classe", ovvero il ciclo di elezioni in cui è stato eletto. Per il 20º Congresso furono sottoposti ad elezione i senatori di classe 2.
Alabama
- 2. William R. King (J)
- 3. John McKinley (J)

Carolina del Nord
- 2. John Branch (J)
- 3. Nathaniel Macon (J), fino al 14 novembre 1828
  - James Iredell, Jr. (J), dal 15 dicembre 1828

Carolina del Sud
- 2. Robert Y. Hayne (J)
- 3. William Smith (J)

Connecticut
- 1. Samuel A. Foote (A)
- 3. Calvin Willey (A)

Delaware
- 1. Louis McLane (J)
- 2. Henry M. Ridgely (J)

Georgia
- 2. Thomas W. Cobb (J), fino al 7 novembre 1828
  - Oliver H. Prince (J), dal 7 novembre 1828
- 3. John MacPherson Berrien (J)

Illinois
- 2. Jesse B. Thomas (A)
- 3. Elias K. Kane (J)

Indiana
- 1. James Noble (A)
- 3. William Hendricks (A)

Kentucky
- 2. Richard M. Johnson (J)
- 3. John Rowan (J)

Louisiana
- 2. Dominique J. Bouligny (A)
- 3. Josiah S. Johnston (A)

Maine
- 1. Albion K. Parris (J), fino al 26 agosto 1828
  - John Holmes (A), dal 15 gennaio 1829
- 2. John Chandler (J)

Maryland
- 1. Samuel Smith (J)
- 3. Ezekiel F. Chambers (A)

Massachusetts
- 1. Daniel Webster (A), dall'8 giugno 1827
- 2. Nathaniel Silsbee (A)

Mississippi
- 1. Powhatan Ellis (J)
- 2. Thomas H. Williams (J)

Missouri
- 1. Thomas H. Benton (J)
- 3. David Barton (A)

New Hampshire
- 2. Samuel Bell (A)
- 3. Levi Woodbury (J)

New Jersey
- 1. Ephraim Bateman (A), fino al 12 gennaio 1829
  - Mahlon Dickerson (J), dal 30 gennaio 1829
- 2. Mahlon Dickerson (J), fino al 30 gennaio 1829
  - seggio vacante, dal 30 gennaio 1829

New York
- 1. Martin Van Buren (J), fino al 20 dicembre 1828
  - Charles E. Dudley (J), dal 15 gennaio 1829
- 3. Nathan Sanford (J)

Ohio
- 1. Benjamin Ruggles (A)
- 3. William Henry Harrison (A), fino al 20 maggio 1828
  - Jacob Burnet (A), dal 10 dicembre 1828

Pennsylvania
- 1. Isaac D. Barnard (J)
- 3. William Marks (A)

Rhode Island
- 1. Asher Robbins (A)
- 2. Nehemiah R. Knight (A)

Tennessee
- 1. John Eaton (J)
- 2. Hugh Lawson White (J)

Vermont
- 1. Horatio Seymour (A)
- 3. Dudley Chase (A)

Virginia
- 1. John Tyler (J)
- 2. Littleton W. Tazewell (J)

### Camera dei rappresentanti
Nell'elenco, prima del nome del membro, viene indicato il distretto elettorale di 

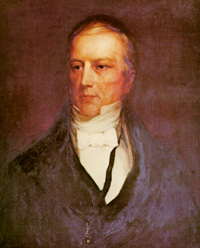
Lo speaker della Camera dei rappresentanti Andrew Stevenson

provenienza o se quel membro è stato eletto in un collegio unico (at large).
Alabama
- 1. Gabriel Moore (J)
- 2. John McKee (J)
- 3. George W. Owen (J)

Carolina del Nord
- 1. Lemuel Sawyer (J)
- 2. Willis Alston (J)
- 3. Thomas H. Hall (J)
- 4. John H. Bryan (J)
- 5. Gabriel Holmes (J)
- 6. Daniel Turner (J)
- 7. John Culpepper (J)
- 8. Daniel L. Barringer (J)
- 9. Augustine H. Shepperd (J)
- 10. John Long (A)
- 11. Henry W. Connor (J)
- 12. Samuel P. Carson (J)
- 13. Lewis Williams (A)

Carolina del Sud
- 1. William Drayton (J)
- 2. James Hamilton, Jr. (J)
- 3. Thomas R. Mitchell (J)
- 4. William D. Martin (J)
- 5. George McDuffie (J)
- 6. Warren R. Davis (J)
- 7. William T. Nuckolls (J)
- 8. John Carter (J)
- 9. Starling Tucker (J)

Connecticut
- At-large. John Baldwin (A)
- At-large. Noyes Barber (A)
- At-large. Ralph I. Ingersoll (A)
- At-large. Orange Merwin (A)
- At-large. Elisha Phelps (A)
- At-large. David Plant (A)

Delaware
- At-large. Kensey Johns, Jr. (A), dal 2 ottobre 1827

Georgia
- 1. Edward F. Tattnall (J), fino al 1827
  - George R. Gilmer (J), dal 1º ottobre 1827
- 2. John Forsyth (J), fino al 7 novembre 1827
  - Richard Henry Wilde (J), dal 17 novembre 1827
- 3. Wiley Thompson (J)
- 4. Wilson Lumpkin (J)
- 5. Charles E. Haynes (J)
- 6. Tomlinson Fort (F)
- 7. John Floyd (J)

Illinois
- At-large. Joseph Duncan (J)

Indiana
- 1. Thomas H. Blake (A)
- 2. Jonathan Jennings (A)
- 3. Oliver H. Smith (J)

Kentucky
- 1. Henry Daniel (J)
- 2. Thomas Metcalfe (A), fino al 1º giugno 1828
  - John Chambers (A), dal 1º dicembre 1828
- 3. James Clark (A)
- 4. Robert P. Letcher (A)
- 5. Robert L. McHatton (J)
- 6. Joseph Lecompte (J)
- 7. Thomas P. Moore (J)
- 8. Richard A. Buckner (A)
- 9. Charles A. Wickliffe (J)
- 10. Joel Yancey (J)
- 11. William S. Young (A), fino al 20 settembre 1827
  - John Calhoon (A), dal 5 novembre 1827 al 7 novembre 1827
  - Thomas Chilton (J), dal 22 dicembre 1827
- 12. Chittenden Lyon (J)

Louisiana
- 1. Edward Livingston (J)
- 2. Henry H. Gurley (A)
- 3. William L. Brent (A)

Maine
- 1. William Burleigh (A), fino al 2 luglio 1827
  - Rufus McIntire (J), dal 10 settembre 1827
- 2. John Anderson (J)
- 3. Joseph F. Wingate (A)
- 4. Peleg Sprague (A)
- 5. James W. Ripley (J)
- 6. Jeremiah O'Brien (A)
- 7. Samuel Butman (A)

Maryland
- 1. Clement Dorsey (A)
- 2. John C. Weems (J)
- 3. George C. Washington (A)
- 4. Michael C. Sprigg (J)
- 5. John Barney (A)
- 5. Peter Little (A)
- 6. Levin Gale (J)
- 7. John L. Kerr (A)
- 8. Ephraim K. Wilson (A)

Massachusetts
- 1. Daniel Webster (A), fino al 30 maggio 1827
  - Benjamin Gorham (A), dal 23 luglio 1827
- 2. Benjamin W. Crowninshield (A)
- 3. John Varnum (A)
- 4. Edward Everett (A)
- 5. John Davis (A)
- 6. John Locke (A)
- 7. Samuel C. Allen (A)
- 8. Isaac C. Bates (A)
- 9. Henry W. Dwight (A)
- 10. John Bailey (A)
- 11. Joseph Richardson (A)
- 12. James L. Hodges (A)
- 13. John Reed, Jr. (A)

Mississippi
- At-large. William Haile (J), fino al 12 settembre 1828
  - Thomas Hinds (J), dal 21 ottobre 1828

Missouri
- At-large. Edward Bates (A)

New Hampshire
- At-large. David Barker, Jr. (A)
- At-large. Ichabod Bartlett (A)
- At-large. Titus Brown (A)
- At-large. Jonathan Harvey (J)
- At-large. Joseph Healy (A)
- At-large. Thomas Whipple, Jr. (A)

New Jersey
- At-large. Lewis Condict (A)
- At-large. George Holcombe (J), fino al 14 gennaio 1828
  - James F. Randolph (A), dal 1º dicembre 1828
- At-large. Isaac Pierson (A)
- At-large. Samuel Swan (A)
- At-large. Hedge Thompson (A), fino al 23 luglio 1828
  - Thomas Sinnickson (A), dal 1º dicembre 1828
- At-large. Ebenezer Tucker (A)

New York
- 1. Silas Wood (A)
- 2. John J. Wood (J)
- 3. Churchill C. Cambreleng (J)
- 3. Jeromus Johnson (J)
- 3. Gulian C. Verplanck (J)
- 4. Aaron Ward (A)
- 5. Thomas J. Oakley (J), fino al 9 maggio 1828
  - Thomas Taber II (J), dal 5 novembre 1828
- 6. John Hallock, Jr. (J)
- 7. George O. Belden (J)
- 8. James Strong (A)
- 9. John D. Dickinson (A)
- 10. Stephen Van Rensselaer (A)
- 11. Selah R. Hobbie (J)
- 12. John I. De Graff (J)
- 13. Samuel Chase (A)
- 14. Henry R. Storrs (A)
- 15. Michael Hoffman (J)
- 16. Henry Markell (A)
- 17. John W. Taylor (A)
- 18. Henry C. Martindale (A)
- 19. Richard Keese (J)
- 20. Rudolph Bunner (J)
- 20. Silas Wright, Jr. (J), fino al 16 febbraio 1829
  - seggio vacante, dal 16 febbraio 1829
- 21. John C. Clark (J)
- 22. John G. Stower (J)
- 23. Jonas Earll, Jr. (J)
- 24. Nathaniel Garrow (J)
- 25. David Woodcock (A)
- 26. Dudley Marvin (A)
- 26. John Maynard (A)
- 27. Daniel D. Barnard (A)
- 28. John Magee (J)
- 29. David E. Evans (J), fino al 2 maggio 1827
  - Phineas L. Tracy (A)
- 30. Daniel G. Gamsey (J)

Ohio
- 1. James Findlay (J)
- 2. John Woods (A)
- 3. William McLean (A)
- 4. Joseph Vance (A)
- 5. William Russell (J)
- 6. William Creighton, Jr. (A), fino al 1828
  - Francis S. Muhlenberg (A), dal 19 dicembre 1828
- 7. Samuel F. Vinton (A)
- 8. William Wilson (A), fino al 6 giugno 1827
  - William Stanbery (J), dal 9 ottobre 1827
- 9. Philemon Beecher (A)
- 10. John Davenport (A)
- 11. John C. Wright (A)
- 12. John Sloane (A)
- 13. Elisha Whittlesey (A)
- 14. Mordecai Bartley (A)

Pennsylvania
- 1. Joel B. Sutherland (J)
- 2. John Sergeant (A)
- 3. Daniel H. Miller (J)
- 4. Samuel Anderson (A)
- 4. James Buchanan (J)
- 4. Charles Miner (A)
- 5. John B. Sterigere (J)
- 6. Innis Green (J)
- 7. William Addams (J)
- 7. Joseph Fry, Jr. (J)
- 8. Samuel D. Ingham (J)
- 8. George Wolf (J)
- 9. George Kremer (J)
- 9. Samuel McKean (J)
- 9. Espy Van Horne (J)
- 10. Adam King (J)
- 11. William Ramsey (J)
- 11. James Wilson (J)
- 12. John Mitchell (J)
- 13. Chauncey Forward (J)
- 14. Andrew Stewart (J)
- 15. Joseph Lawrence (A)
- 16. Robert Orr, Jr. (J)
- 16. James S. Stevenson (J)
- 17. Richard Coulter (J)
- 18. Stephen Barlow (J)

Rhode Island
- At-large. Tristam Burges (A)
- At-large. Dutee J. Pearce (A)

Tennessee
- 1. John Blair (J)
- 2. Pryor Lea (J)
- 3. James C. Mitchell (J)
- 4. Jacob C. Isacks (J)
- 5. Robert Desha (J)
- 6. James K. Polk (J)
- 7. John Bell (J)
- 8. John H. Marable (J)
- 9. Davy Crockett (J)

Vermont
- 1. Jonathan Hunt (A)
- 2. Rollin C. Mallary (A)
- 3. George E. Wales (A)
- 4. Benjamin Swift (A)
- 5. Daniel A.A. Buck (A)

Virginia
- 1. Thomas Newton, Jr. (A)
- 2. James Trezvant (J)
- 3. William S. Archer (J)
- 4. Mark Alexander (J)
- 5. John Randolph (J)
- 6. Thomas Davenport (J)
- 7. Nathaniel H. Claiborne (J)
- 8. Burwell Bassett (J)
- 9. Andrew Stevenson (J)
- 10. William C. Rives (J)
- 11. Philip P. Barbour (J)
- 12. John Roane (J)
- 13. John Taliaferro (A)
- 14. Charles F. Mercer (A)
- 15. John S. Barbour (J)
- 16. William Armstrong (A)
- 17. Robert Allen (J)
- 18. Isaac Leffler (A)
- 19. William McCoy (J)
- 20. John Floyd (J)
- 21. Lewis Maxwell (A)
- 22. Alexander Smyth (J)

#### Membri non votanti
Territorio dell'Arkansas
- Henry W. Conway, fino al 9 novembre 1827
  - Ambrose H. Sevier, dal 13 febbraio 1828

Territorio della Florida
- Joseph M. White

Territorio del Michigan
- Austin E. Wing (A)

## Cambiamenti nella rappresentanza

### Senato
| Stato (classe)        | Membro precedente          | Ragione del cambiamento | Successore             | Data della successione        |
| --------------------- | -------------------------- | --- | ---------------------- | ----------------------------- |
| Massachusetts (1)     | Seggio vacante             | Il seggio è rimasto vacante all'inizio di questo Congresso. | Daniel Webster (A)     | Insediato il 17 dicembre 1827 |
| Ohio (3)              | William Henry Harrison (A) | Harrison si è dimesso il 20 maggio 1828 per assumere la carica di ambasciatore presso la Grande Colombia. Sono state indette nuove elezioni il 10 dicembre 1828.  | Jacob Burnet (A)       | Insediato il 10 dicembre 1828 |
| Maine (1)             | Albion K. Parris (J)       | Parris si è dimesso il 28 agosto 1828 dopo essere stato nominato giudice presso la Corte suprema del Maine. Sono state indette nuove elezioni il 15 gennaio 1829. | John Holmes (A)        | Insediato il 15 gennaio 1829  |
| Georgia (2)           | Thomas W. Cobb (J)         | Cobb si è dimesso il 7 novembre 1828. Sono state indette nuove elezioni il 7 novembre 1828.                                                                       | Oliver H. Prince (J)   | Insediato il 7 novembre 1828  |
| Carolina del Nord (3) | Nathaniel Macon (J)        | Macon si è dimesso il 14 novembre 1828. Sono state indette nuove elezioni il 15 dicembre 1828.                                                                    | James Iredell, Jr. (J) | Insediato il 15 dicembre 1828 |
| New York (1)          | Martin Van Buren (J)       | Van Buren si è dimesso il 20 dicembre 1828 per assumere la carica di governatore dello stato di New York. Sono state indette nuove elezioni il 15 gennaio 1829.   | Charles E. Dudley (J)  | Insediato il 15 gennaio 1829  |
| New Jersey (1)        | Ephraim Bateman (A)        | Bateman si è dimesso il 12 gennaio 1829 per motivi di salute. Sono state indette nuove elezioni il 30 gennaio 1829.                                               | Mahlon Dickerson (J)   | Insediato il 30 gennaio 1829  |
| New Jersey (2)        | Mahlon Dickerson (J)       | Dickerson si è dimesso il 30 gennaio 1829 dopo essere stato eletto senatore.                                                                                      | Seggio vacante         |                               |

### Camera dei rappresentanti
| Stato (classe)                    | Membro precedente          | Ragione del cambiamento                                                                                                | Successore                | Data della successione         |
| --------------------------------- | -------------------------- | --- | ------------------------- | ------------------------------ |
| 1° Georgia                        | Edward F. Tattnall (J)     | Tattnall si è dimesso nel 1827 prima dell'inizio dei lavori del Congresso.                                             | George R. Gilmer (J)      | Insediato il 1º ottobre 1827   |
| At-large Delaware                 | Seggio vacante             | Louis McLane (J) non ha mai assunto la carica per aver contemporaneamente ottenuto un seggio al Senato.                | Kensey Johns, Jr. (A)     | Insediato il 2 ottobre 1827    |
| 29° New York                      | David E. Evans (J)         | Evans si è dimesso il 2 maggio 1827.                                                                                   | Phineas L. Tracy (A)      | Insediato il 5 novembre 1827   |
| 1° Massachusetts                  | Daniel Webster (A)         | Webster si è dimesso il 30 maggio 1827 per poter concorrere alla carica di senatore.                                   | Benjamin Gorham (A)       | Insediato il 23 luglio 1827    |
| 8° Ohio                           | William Wilson (A)         | Wilson è deceduto il 6 giugno 1827.                                                                                    | William Stanbery (J)      | Insediato il 9 ottobre 1827    |
| 1° Maine                          | William Burleigh (A)       | Burleigh è deceduto il 2 luglio 1827.                                                                                  | Rufus McIntire (J)        | Insediato il 10 settembre 1827 |
| 11° Kentucky                      | William S. Young (A)       | Young è deceduto il 20 settembre 1827.                                                                                 | John Calhoon (A)          | Insediato il 5 novembre 1827   |
| 11° Kentucky                      | John Calhoon (A)           | Calhoon si è dimesso il 7 novembre 1827 per evitare contestazioni del risultato elettorale.                            | Thomas Chilton (J)        | Insediato il 5 novembre 1827   |
| 2° Georgia                        | John Forsyth (J)           | Forsyth si è dimesso il 7 novembre 1827, dopo essere stato eletto governatore della Georgia.                           | Richard Henry Wilde (J)   | Insediato il 17 novembre 1827  |
| At-large Territorio dell'Arkansas | Henry W. Conway            | Conway è deceduto il 9 novembre 1827.                                                                                  | Ambrose H. Sevier         | Insediato il 13 febbraio 1828  |
| At-large New Jersey               | George Holcombe (J)        | Holcombe è deceduto il 14 gennaio 1828.                                                                                | James F. Randolph (A)     | Insediato il 1º dicembre 1828  |
| 5° New York                       | Thomas J. Oakley (J)       | Oakley si è dimesso il 9 maggio 1828, dopo essere stato nominato giudice della Superior Court dello stato di New York. | Thomas Taber II (J)       | Insediato il 5 novembre 1828   |
| 2° Kentucky                       | Thomas Metcalfe (A)        | Metcalfe si è dimesso il 1º giugno 1828, dopo essere stato eletto governatore del Kentucky.                            | John Chambers (A)         | Insediato il 1º dicembre 1828  |
| At-large New Jersey               | Hedge Thompson (A)         | Thompson è deceduto il 23 luglio 1828.                                                                                 | Thomas Sinnickson (A)     | Insediato il 1º dicembre 1828  |
| At-large Mississippi              | William Haile (J)          | Haile si è dimesso il 12 settembre 1828.                                                                               | Thomas Hinds (J)          | Insediato il 21 ottobre 1828   |
| 6° Ohio                           | William Creighton, Jr. (A) | Creighton, Jr. si è dimesso alla fine del 1828, dopo essere stato nominato giudice di corte distrettuale.              | Francis S. Muhlenberg (A) | Insediato il 19 dicembre 1828  |
| 20° New York                      | Silas Wright, Jr. (J)      | Wright, Jr. si è dimesso il 16 febbraio 1829.                                                                          | Seggio vacante            |                                |

## Comitati
Qui di seguito si elencano i singoli comitati e i presidenti di ognuno (se disponibili).

### Senato
- Agriculture
- Alabama Land Purchase (select committee)
- Audit and Control the Contingent Expenses of the Senate
- Claims
- Commerce
- Debt Imprisonment Abolition (select committee)
- Distributing Public Revenue Among the States (select committee)
- District of Columbia
- Finance
- Foreign Relations
- French Spoilations (select committee)
- Indian Affairs
- Judiciary
- Manufactures
- Military Affairs
- Militia
- Naval Affairs
- Pensions
- Post Office and Post Roads
- Private Land Claims
- Public Lands
- Revolutionary Officers (select committee)
- Roads and Canals (select committee)
- Tariff Regulation (select committee)
- Vaccination (select committee)
- Whole

### Camera dei rappresentanti
- Accounts
- Agriculture
- Assault on the President's Secretary (select committee)
- American Colonization Society (select committee)
- Claims
- Commerce
- District of Columbia
- Elections
- Expenditures in the Navy Department
- Expenditures in the Post Office Department
- Expenditures in the State Department
- Expenditures in the Treasury Department
- Expenditures in the War Department
- Expenditures on Public Buildings
- Foreign Affairs
- Indian Affairs
- Manufactures
- Military Affairs
- Military Pensions
- Naval Affairs
- Post Office and Post Roads
- Public Expenditures
- Public Lands
- Revisal and Unfinished Business
- Revolutionary Claims
- Rules (select committee)
- Standards of Official Conduct
- Territories
- Ways and Means
- Whole

### Comitati bicamerali (Joint)
- Enrolled Bills
- Police and Preservation of the Capital